# 弗罗伊登塔尔
弗罗伊登塔尔是德国巴登-符腾堡州的一个市镇。总面积3.07平方公里，总人口2408人，其中男性1216人，女性1192人（2011年12月31日），人口密度784人/平方公里。